# Chef du cabinet militaire du ministre français des Armées
Le ministre français des Armées (de la Défense jusqu'en 2017) dispose d'un cabinet militaire ayant à sa tête un officier général.

## Liste des chefs du cabinet militaire
| Arme | Portrait                | Grade au moment de la nomination | Chef de cabinet          | Date de prise de poste et arrêtés de nomination | Date de prise de poste et arrêtés de nomination  | Ministre                                                  |
| ---- | ----------------------- | -------------------------------- | ------------------------ | ----------------------------------------------- | ------------------------------------------------ | --------------------------------------------------------- |
|      | ...                     | ...                              | ...                      |                                                 |                                                  |                                                           |
|      |                         | ...                              | André Martin             | 1958-1959                                       | ...                                              | Pierre Guillaumat                                         |
|      | ...                     | ...                              | ...                      |                                                 |                                                  |                                                           |
|      |                         | contre-amiral                    | Yves Goupil (d)          | 20 juillet 1984                                 | [ JORF 1 ]                                       | Charles Hernu Paul Quilès André Giraud                    |
|      | vice-amiral             | Jacques Lanxade                  | 19 février 1988          | [ JORF 2 ]                                      | André Giraud Jean-Pierre Chevènement             |                                                           |
|      |                         | général de division              | Marc Monchal             | avril 1989                                      | ,                                                | Jean-Pierre Chevènement Pierre Joxe                       |
|      |                         | général de brigade aérienne      | Jean Rannou              | 17 mai 1991                                     | ,                                                | Pierre Joxe François Léotard                              |
|      |                         | général de division              | Philippe Mercier         | 10 mai 1994                                     | ,                                                | François Léotard Charles Millon                           |
|      | général de division     | Raymond Germanos                 | 1er septembre 1995       | ,                                               | Charles Millon Alain Richard                     |                                                           |
|      | général de brigade      | Bernard Thorette                 | 15 juillet 1998          | ,                                               | Alain Richard Michèle Alliot-Marie               |                                                           |
|      |                         | vice-amiral                      | François Dupont (amiral) | 1er août 2002                                   | ,                                                | Michèle Alliot-Marie                                      |
|      | contre-amiral           | Xavier Païtard (d)               | 1er septembre 2005       | ,                                               | Michèle Alliot-Marie Hervé Morin                 |                                                           |
|      |                         | général de division aérienne     | Denis Mercier            | 30 août 2010                                    | ,                                                | Hervé Morin Alain Juppé Gérard Longuet Jean-Yves Le Drian |
|      | général de corps aérien | Antoine Noguier (d)              | 10 septembre 2012        | ,                                               | Jean-Yves Le Drian                               |                                                           |
|      |                         | contre-amiral                    | Pascal Ausseur (d)       | 1er août 2014                                   | Jean-Yves Le Drian                               | ,                                                         |
|      | vice-amiral d'escadre   | Jean Casabianca                  | 2 août 2015              | ,                                               | Jean-Yves Le Drian Sylvie Goulard Florence Parly |                                                           |
|      | contre-amiral           | Pierre Vandier                   | 1er septembre 2018       | ,                                               | Florence Parly Sébastien Lecornu                 |                                                           |
|      |                         | général de division aérienne     | Fabien Mandon            | 1er septembre 2020                              | Florence Parly Sébastien Lecornu                 | [ JORF 33 ]                                               |
|      |                         | général de corps d'armée         | Vincent Giraud           | 1er mai 2023                                    | [ JORF 34 ]                                      | Sébastien Lecornu                                         |
|      |                         | vice-amiral d'escadre            | Jacques Fayard (d)       | 1er août 2024                                   | [ JORF 35 ]                                      | Sébastien Lecornu                                         |

### Décrets duJournal officiel de la République française
1. ↑  Arrêté du 20 juillet 1984 portant nomination au cabinet du ministre de la Défense.
2. ↑  Arrêté du 19 février 1988 portant cessation de fonction et nomination au cabinet du ministre de la Défense.
3. ↑  Arrêté du 31 janvier 1991 portant nomination au cabinet du ministre.
4. ↑  Arrêté du 17 mai 1991 portant nomination au cabinet du ministre.
5. ↑  Arrêté du 3 avril 1992 portant nomination au cabinet du ministre.
6. ↑  Arrêté du 10 mai 1994 portant nomination au cabinet du ministre.
7. ↑  Arrêté du 19 mai 1995 portant nomination au cabinet du ministre.
8. ↑  Arrêté du 8 août 1995 portant nomination au cabinet du ministre.
9. ↑  Arrêté du 13 novembre 1995 portant nomination au cabinet du ministre.
10. ↑  Arrêté du 19 juin 1997 portant nomination au cabinet du ministre.
11. ↑  Arrêté du 23 juin 1998 portant nomination au cabinet du ministre.
12. ↑  Arrêté du 10 mai 2002 portant nomination au cabinet de la ministre.
13. ↑  Arrêté du 20 juin 2002 portant nomination au cabinet de la ministre.
14. ↑  Arrêté du 23 juillet 2002 portant cessation de fonctions et nomination au cabinet de la ministre.
15. ↑  Arrêté du 7 avril 2004 portant nomination au cabinet de la ministre.
16. ↑  Arrêté du 3 juin 2005 portant nomination au cabinet de la ministre.
17. ↑  Arrêté du 18 juillet 2005 portant nomination au cabinet de la ministre.
18. ↑  Arrêté du 21 mai 2007 portant nomination au cabinet du ministre.
19. ↑  Arrêté du 19 juin 2007 portant nomination au cabinet du ministre.
20. ↑  Arrêté du 5 juillet 2010 portant cessation de fonctions et nomination au cabinet du ministre.
21. ↑  Arrêté du 27 février 2011 portant nomination au cabinet du ministre.
22. ↑  Arrêté du 14 octobre 2011 portant nomination au cabinet du ministre.
23. ↑  Arrêté du 17 mai 2012 portant nomination au cabinet du ministre.
24. ↑  Arrêté du 22 juin 2012 portant nomination au cabinet du ministre.
25. ↑  Arrêté du 13 août 2012 portant nomination au cabinet du ministre.
26. ↑  Arrêté du 2 avril 2014 portant nomination au cabinet du ministre.
27. ↑  Arrêté du 10 juillet 2014 portant nomination au cabinet du ministre.
28. ↑  Arrêté du 26 août 2014 portant nomination au cabinet du ministre.
29. ↑  Arrêté du 9 juillet 2015 portant nomination au cabinet du ministre.
30. ↑  Arrêté du 6 décembre 2016 portant nomination au cabinet du ministre de la défense.
31. ↑  Arrêté du 13 juillet 2018 portant cessation de fonctions et nomination au cabinet de la ministre des armées.
32. ↑  Arrêté du 6 juillet 2020 portant nomination au cabinet de la ministre des armées.
33. ↑  Arrêté du 27 juillet 2020 portant cessation de fonctions et nomination au cabinet de la ministre des armées.
34. ↑  Arrêté du 17 avril 2023 portant cessation de fonctions et nomination au cabinet du ministre des armées.
35. ↑  Arrêté du 18 juin 2024 portant cessation de fonctions et nomination au cabinet du ministre des armées.